# Eminence (Missouri)
Eminence település az Amerikai Egyesült Államok Missouri államában, Shannon megyében, melynek megyeszékhelye is. Lakosainak száma 515 fő (2020. április 1.).

## Népesség
A település népességének változása:

| 2010 | 600 |
| 2020 | 515 |